# Aliya Kazimy
Aliya Kazimy (Afganistán) es profesora universitaria de Bamyan, Afganistán central. Son relevantes sus escritos sobre cómo la toma del poder por los talibanes ha cambiado la forma de vestir de las mujeres. Fue reconocida como una de las 100 mujeres más influyentes del mundo por la BBC en 2021.

## Trayectoria
Aliya Kazimy nació en Afganistán. Estudió en el Instituto Mirwali y en las universidades de Yazd y Balkh. Aprendió sobre educación y derechos humanos antes de que los talibanes tomaran Kabul. Trabajó durante tres años como voluntaria de la Cruz Roja, montó un negocio de panadería y pastelería para mujeres y se graduó con un máster en gestión empresarial en 2020. Trabajó como profesora universitaria hasta principios de 2021, cuando huyó de Afganistán debido al regreso de los talibanes al poder ese mismo año, y se instaló en EE. UU. Antes de marcharse, sin embargo, recurrió a las redes sociales para publicar una sorprendente imagen su vestuario, alterado debido a los cambios políticos en su país. Una vez en Estados Unidos, escribió una carta a Halima Aden, la primera supermodelo en llevar hijab, ícono de la moda y defensora de los derechos de las mujeres (en 2020, Halima dejó el modelaje y comenzó a producir la película "I Am You", basada en una historia real sobre los refugiados afganos).
En su carta, Kazim explica cómo pudo volar desde Afganistán a Estados Unidos después de que los talibanes tomaron el control. Explica que siente una profunda tristeza por las mujeres que siguen allí. Defiende apasionadamente la libertad de elección de las mujeres, especialmente en lo que respecta a la vestimenta. Dice: “Ver la belleza en una variedad de colores diferentes siempre me ha hecho feliz. Me gustaba mucho el negro, pero eso era antes de saber que estaba condenada a llevarlo. Imagina por un momento que no tienes derecho a elegir el largo o el color de tu vestido, ¿cómo te sentirías?"
Además añade que no se trata del largo de los vestidos, sino del derecho a elegir por ti misma. Menciona que se trata más de los derechos por los que lucharon y las vidas que sacrificaron a lo largo de los años para llegar a donde están, "este derecho denegado es sólo una parte de lo que sufren las mujeres en Afganistán: se les priva del derecho a la educación, al trabajo y a otros derechos civiles. Mientras escribo esta carta, me duele el corazón por mi pueblo”, dice Kazimy.
Kazimy también explicó a The New York Times que en Mazar-e Xarif, a las mujeres ya no se les permite comprar solas en el bazar de la ciudad. En la entrevista dijo: “Pertenezco a la generación que tuvo muchas oportunidades después de la caída de los talibanes, hace 20 años. Logré alcanzar mis objetivos de estudio y fui profesora universitaria durante un año, pero ahora mi futuro es sombrío. Todos esos años de duro trabajo y sueños fueron en vano."

## Reconocimientos
- 2021-100 mujeres más influyentes del mundo según la BBC: 100 Women.[2]